# Amsactarctia pulchra
Amsactarctia pulchra là một loài bướm đêm thuộc phân họ Arctiinae, họ Erebidae.